# Rafael Crest
Rafael Crest (Catalunya?, s. XVII) va ser organista del convent de Sant Agustí de Barcelona al segle xvii. D’ell es conserven dos Versos del I tono para salmodia trobats a la catedral d’Astorga (Lleó) i publicats a Colección de obras de órgano de organistes espanyoles del siglo XVII (?) i un Tiento de VIII tono para la mano derecha, a la Biblioteca de Catalunya.